# Бенкё, Золтан (пианист)
Золтан Бенкё (венг. Benkő Zoltán; 26 марта 1938, Будапешт — 23 мая 2015, Будапешт) — венгерский пианист и музыкальный педагог. Внук Хенрика Бенкё.
Окончил Музыкальную академию имени Листа (1962), ученик Иштвана Антала и Эндре Петри. На протяжении пяти лет преподавал в Мишкольце, затем в 1967—1969 гг. учился в аспирантуре в Московской консерватории. В 1969—2005 гг. преподавал будапештской средней музыкальной школе имени Бартока (с перерывом в 1972—1976 гг. на работу в Финляндии в городе Ювяскюля). Среди его учеников, в частности, Ласло Шимон и Шандор Фалваи.
Концертировал преимущественно как камерный исполнитель, особенно в дуэте с флейтистом Иштваном Матузом: вместе они завоевали несколько премий, включая второе место на конкурсе исполнителей «Гаудеамус» (Нидерланды, 1971) и выпустили альбом «Музыка XX века для флейты и фортепиано» (1975). Выступал также в дуэте с другим пианистом, Золтаном Кочишем.